# ایان اتکینسون
ایان اتکینسون (انگلیسی: Ian Atkinson; ۱۹ دسامبر ۱۹۳۲ – ۱۹۹۵ (۶۲−۶۳ سال)) بازیکن فوتبال اهل بریتانیا بود.
از باشگاه‌هایی که در آن بازی کرده‌است می‌توان به باشگاه فوتبال اکستر سیتی و باشگاه فوتبال کارلایل یونایتد اشاره کرد.